# Rue des Paons
La rue des Paons (en néerlandais : Pauwenstraat) est une rue bruxelloise de la commune d'Auderghem qui relie l'avenue du Kouter à la rue Valduc et est prolongé au-delà par la petite rue Mathieu Buntincx jusqu'à la chaussée de Wavre.
Sa longueur est d'environ 130 mètres.

## Historique et description
En mai 1935, la Société immobilière Bernheim introduit une demande pour ouvrir une rue à travers les champs de la famille Wellens. 
L’année suivante, le 12 juin 1936, le collège décida de donner un nom d’oiseau au chemin menant au Chant d’Oiseau. 
- Premier permis de bâtir délivré le 11 septembre 1936 pour le n° 7.